# Andreas Martin
Andreas Martin   (Frankfurt del Main, 1963) és un llaütista alemany.
Va estudiar guitarra clàssica amb Mario Sicca (Universitat de Música de Stuttgart) i Ruggero Chiesa (Conservatori Giuseppe Verdi de Milà), així com anglès, llengües romàniques i filosofia a la Universitat de Heidelberg.
A la "Schola Cantorum Basiliensis" de Basilea va començar a estudiar llaüt amb Eugen M. Dombois, Hopkinson Smith i Peter Croton i va assistir a classes magistrals amb Emma Kirkby, Anthony Rooley i Nigel North.
Ha aparegut a la televisió alemanya i francesa i toca en nombrosos festivals. L'enregistrament de Bach de 2004 d'Andreas Martin va rebre elogis i reconeixement internacionals.